# Поповичи (община Конавле)
Поповичи (на хърватски: Popovići) е село в Хърватия, разположено в община Конавле, Дубровнишко-неретванска жупания. Намира се на 130 метра надморска височина. Населението му според преброяването през 2011 г. е 236 души. При преброяването на населението през 1991 г. има 296 жители, от тях 276 (93,24 %) хървати, 19 (6,41 %) сърби и 1 (0,33 %) словенец.

## Население
Численост на населението според преброяванията през годините:
- 1857 – 317 души
- 1869 – 323 души
- 1880 – 317 души
- 1890 – 331 души
- 1900 – 363 души
- 1910 – 334 души
- 1921 – 348 души
- 1931 – 342 души
- 1948 – 326 души
- 1953 – 309 души
- 1961 – 297 души
- 1971 – 325 души
- 1981 – 294 души
- 1991 – 296 души
- 2001 – 249 души
- 2011 – 236 души